# Hiroki Okuda
Hiroki Okuda (奥田 裕貴 Okuda Hiroki?), född 5 oktober 1992 i Osaka prefektur, är en japansk fotbollsspelare.
Okuda började sin karriär 2015 i Kochi United SC. Efter Kochi United SC spelade han för YSCC Yokohama och Gainare Tottori.